# 鋸銼倒棘鯒
鋸銼倒棘鯒，又稱鋸銼倒棘牛尾魚，為輻鰭魚綱鮋形目牛尾魚亞目牛尾魚科的其中一種，分布於印度西太平洋區，從紅海、東非至新喀里多尼亞、澳洲海域，棲息深度15-95公尺，屬底棲性魚類，體長可達50公分，生活在沙泥底質海域，屬肉食性，生活習性不明。

## 擴展閱讀
維基物種上的相關：鋸銼倒棘鯒